# Falkenbergs församling
Falkenbergs församling är en församling i Falkenbergs pastorat i Varbergs och Falkenbergs kontrakt i Göteborgs stift. Församlingen ligger i Falkenbergs kommun i Hallands län.

## Administrativ historik
Församlingen har medeltida ursprung. Under en tid på medeltiden fanns både Gamla Falkenbergs församling och Nya Falkenbergs församling. 1508 införlivades Nya Falkenberg. Församlingen har varit och är moderförsamling i pastoratet Falkenberg och Skrea, som 2017 kraftigt utökades.

## Kyrkor
- Falkenbergs kyrka
- Hertings kyrka
- Sankt Laurentii kyrka